# Люнгбюэ, Ханс Кристиан
Ханс Кристиан Люнгбюэ (дат. Hans Christian Lyngbye; 29 июня 1782, Ольборг, Ютландия , Дания — 18 мая 1837, Сёборг, Зеландия) — датский ботаник, альголог, исследователь морских водорослей. Пастор, фольклорист, переводчик.

## Биография
Его отец был учителем. Х. Люнгбюэ в молодости изучал теологию, чтобы стать священником, но увлёкся ботаникой, и в частности, морскими водорослями. В 1812 получил высшее образование. В 1817 году он получил грант от Копенгагенского университета для исследования водорослей Дании.
После этого Х. Люнгбюэ отправился в Норвегию и на Фарерские острова для сбора водорослей.
В 1817 издал работу об охоте на гринд и китов на Фарерских островах.
Кроме того, на Фарерах изучал старый фарерский язык, чтобы иметь возможность записать старые песни и саги о Зигфриде и других героях германо-скандинавской мифологии и эпоса «Песни о Нибелунгах», которые он перевёл на датский и опубликовал в 1819 году.
Автор классической работы о водорослях Северных морей «Tentamen hydrophytologiae Danicae» (1819). Описал 342 вида водорослей.
В в 1827 году переехал в Зеландию, где служил пастором и продолжал свои исследования морских водорослей.
В 1836 году написал «Rariora codana» — труд по ботанической географии и классификации водорослей, о распределении растительных типов по поверхности земли и многочисленности различных условий жизни всевозможных растений Земли, которая осталась неопубликованной.
В честь исследователя назван род синезелёных во́дорослей Lyngbya.